# Joan García i Tristany
Joan García i Tristany (Barcelona, 22 de febrer de 1927 - Barcelona, 12 d'octubre de 2011) fou un militant comunista de les Joventuts Socialistes Unificades (JSUC) i més endavant del Partit Socialista Unificat de Catalunya (PSUC) i lluitador antifranquista durant la dictadura. Fou perseguit pel règim franquista per la seva militància i dissidència política, torturat i empresonat a la presó Model de Barcelona i al penal de Burgos.

## Biografia
Joan García i Tristany va néixer a Barcelona el 22 de febrer de 1927 en una família de tradició republicana. Quan va esclatar la Guerra Civil tenia 9 anys i vivia a Madrid, on el seu pare estava destinat com a membre de l'exèrcit republicà. La majoria de la guerra però la va passar a Figueres.
Inicià la seva activitat política als setze anys, connectant amb gent del Partit Socialista Unificat de Catalunya (PSUC) a l'Ateneu Barcelonès. Dos anys després, el 1945 amb disset anys, entra a militar a les Joventuts Socialistes Unificades de Catalunya (JSUC) on participà en nombroses activitats de propaganda.
El 1947 començà el servei militar obligatori al cos d'intendència, on no deixà la militància comunista i seguí participant d'accions antifranquistes. En llicenciar-se del servei militar obligatori s'incorporà de nou al treball clandestí de les JSUC. Fou detingut dos mesos després. el 1949 en una nombrosa caiguda de militants de les JSUC i del PSUC. Fou traslladat a la comissaria de Via Laietana on s'està durant gairebé un mes. Fou torturat durant més de vint dies, intentant fer que revelés la seva posició a les organitzacions i deletés els seus companys.
Posteriorment fou jutjat en consell de guerra, on se'l condemnà a tres anys i fou deixat en llibertat provisional. Però el capità general de Catalunya, Juan Bautista Sánchez, en desacord amb la condemna, la va recórrer al Tribunal Suprem, que finalment va multiplicar per cinc la condemna a Joan Garcia i Tristany, fins a quinze anys.
El 1954, cinc anys després de la detenció, Garcia i Tristany entrà a complir la condemna a la presó model de Barcelona, on ja havia estat pres després de la seva detenció i en espera del judici, abans que i fos concedida la llibertat provisional. Però ràpidament fou traslladat al penal de Burgos. Allí hi passà quatre anys.
Al penal de Burgos hi feu una activa vida política. La presó era coneguda com a "La Universitat de Moscou" per les nombroses activitats formatives i clandestines que els presos comunistes hi organitzaven. García i Tristany participà activament d'aquestes activitats polítiques fins a la seva sortida en llibertat provisional el 1958.
Un cop en llibertat García i Tristany s'incorporà a l'activitat clandestina del PSUC, mantenint responsabilitats i treballant sempre al seu barri del Poblenou, a Barcelona. Mantingué la seva militància política durant la resta de la seva vida. Ja en democràcia, fou un militant molt actiu d'Iniciativa per Catalunya Verds (IC-EV) i membre de l'Associació Catalana d'Expressos Polítics del Franquisme i de l'Associació per la Recuperació de la Memòria.
Joan García i Tristany morí el 12 d'octubre de 2011 a l'Hospital del Mar, a Barcelona.